# Fructe de pădure (film)
Fructe de pădure este un film românesc din 1983, regizat de Alexandru Tatos după un scenariu scris de Dumitru Radu Popescu. Rolurile principale sunt interpretate de actorii Manuela Boboc, Ion Fiscuteanu, Mariana Mihuț, Ion Besoiu, Gabriela Rătescu, Cornel Mihalache și Nicolae Diaconu.
Filmul prezintă greșeala săvârșită de o adolescentă naivă, care este sedusă de un soldat și rămâne însărcinată. Tânărul iresponsabil refuză să-și ia răspunderea pruncului ce urmează să se nască, iar, pentru a-i da copilului un tată, fata este constrânsă de împrejurări să se căsătorească cu un bărbat mai în vârstă, pe care nu-l iubește.

## Rezumat
Nea Gheorghe (Nicolae Diaconu), care lucrează ca muncitor forestier în județul Covasna, locuiește împreună cu numeroșii săi copii într-un sat din creierul munților. După moartea soției sale, el s-a refugiat în alcool. Grija creșterii numeroșilor copii ai săi a fost preluată de fiica sa mai mare, Amalia (Manuela Boboc), care a renunțat la școală. Fata a crescut, este la vârsta adolescenței, iar mai mulți bărbați încep să o curteze, printre ei aflându-se șoferul de camion Grigore (Ion Fiscuteanu) sau locotenentul de miliție Octavian Vlăduț (Marin Benea). Amalia nu este interesată însă de aspectele sentimentale, ea petrecându-și timpul cu treburile gospodărești, înhămând calul Ionică pentru a trage vagonul cu lemne pe platformă sau culegând fructe de pădure pe care le vinde în orașul din apropiere.
Prinși în timp ce transportau cu camionul lemne furate din pădure, Grigore și colegul său, Scarlat (Ștefan Stoian), sunt arestați și trec pe la închisoare. Eliberați, ei trebuie să plătească paguba produsă. Pentru a face rost de bani, fostul șofer o convinge pe Luminița (Mariana Mihuț), o femeie ce lucra ca fotograf la un atelier din oraș, să se căsătorească de formă. Femeia urma să primească 5.000 lei plus banii de la dansul miresei, în timp ce Grigore își păstra banii rămași, după ce va deconta organizarea nunții. Aflată la oraș pentru a vinde mure domnului Fulviu (Dinu Ianculescu), gestionarul unui magazin de rochii de mireasă, Amalia asistă la negocierea între cei doi viitori miri.
Între timp, fata naivă fusese sedusă de Simion (Cornel Mihalache), un tânăr militar în termen ce făcea armata în apropiere de casa unde locuia familia lui nea Gheorghe. După terminarea stagiului militar, tânărul se angajează la Hotelul Căprioara, unde tatăl său era director. Amalia îl așteaptă o perioadă și îi scrie, dar cum nu primește niciun răspuns pleacă în căutarea lui Simion. Tânărul pare însă cam distant. Fata îi mărturisește că a rămas însărcinată, la care reacția fostului militar este surprinzătoare (replica lui este: „Da? Ce chestie!”); el afirmă că vrea să dea admitere la facultate, refuză ideea căsătoriei și îi propune fostei sale iubite să facă un avort, angajându-se să o sprijine cu bani pentru a plăti un medic. Amalia vrea inițial să se sinucidă și se așază pe șinele de tren, dar apoi decide să păstreze sarcina, ascunzându-i alcoolicului ei tată că este gravidă.
Fata se duce la oraș și, cu ajutorul lui Fulviu, îi propune lui Grigore, acum șofer pe mașina de gunoi, să se căsătorească de formă cu ea, oferindu-i 5.000 de lei în acest sens. Fostul infractor vrea să-și refacă viața și se teme că încercarea fetei de a-l convinge ar putea să trezească atenția miliției. Nemulțumit de statutul său social, el îl roagă pe inginerul Ciovică (Ion Besoiu), o persoană cu influență, să-l ajute să obțină un serviciu mai bun.
Între timp vine iarna, iar Amalia vrea să se ducă pentru a naște la prietena ei, Nastasia (Gabriela Rătescu), care se măritase cu milițianul Vlăduț. Fata nu reușește să ajungă la oraș și o apucă durerile facerii pe drum, născând în clădirea gării. Grigore se duce la spital și o vede acolo pe Amalia, dându-și seama că fata nu l-a mințit că era gravidă. Nea Gheorghe își primește fata cu răceală. Cuprins de remușcări că nu a crezut-o, Grigore o caută pe Amalia și îi spune că vrea să se căsătorească cu ea de-adevăratelea, deoarece o iubește. Fata îi mărturisește că nu-l iubește, la care Grigore răspunde că „va veni și asta”.
Filmul se încheie cu nunta Amaliei cu Grigore, naș fiind inginerul Ciovică. În timp ce nuntașii încing o horă în afara cortului nupțial, tânăra mireasă rămâne singură la o masă pustie, strângându-și copilul în brațe și privind cu resemnare, dar și cu speranță spre viitor.

## Distribuție
- Manuela Boboc — Amalia, o adolescentă orfană de mamă
- Ion Fiscuteanu — Grigore, șofer de camion
- Mariana Mihuț — Luminița, fotografă la un atelier din oraș
- Ion Besoiu — inginerul Ciovică, o persoană cu influență în oraș
- Gabriela Rătescu — Nastasia, prietena Amaliei
- Cornel Mihalache — Simion, fost militar în termen
- Nicolae Diaconu — nea Gheorghe, muncitor forestier din județul Covasna, tatăl Amaliei
- Marin Benea — lt. Octavian Vlăduț
- Dinu Ianculescu — Fulviu, gestionarul unui magazin de rochii de mireasă
- Tudorel Filimon — Pablo, un fost pușcăriaș pocăit
- Doina Tamaș — gestionara alimentarei
- Ștefan Stoian — Scarlat, fost pușcăriaș
- Lupu Buznea — bărbatul care a adus grapa la nunta Luminiței
- Maria Lavric
- Gheorghe Teașcă
- Ildiko Incze
- Nicolae Soare
- Constantin Chiriac — muncitorul forestier cu un dinte de aur
- Ștefan Alexandrescu
- Geta Grapă
- Virginia Marcu
- Roman Dimitrie
- Voinea Delast
- Luminița Sicoe
- Dan Tomescu
- Vasile Popa
- Elena Rebengiuc — copil
- Sorin Stancu — copil
- Staicu Olteanu — copil
- Dorel Lechea — copil
- Sofia Mihăilescu — copil
- Corina Stavilă — copil

## Producție
În evoluția cinematografiei românești, anii '80 ai secolului al XX-lea s-au evidențiat prin apariția unor scenarii „ceva mai complicate și mai colorate în componenta sentimentală”. Printre complicațiile aduse în scenarii se află și includerea unor personaje cu un trecut sumbru. Astfel, Amalia din Fructe de pădure, care făcuse un copil „din flori”, se căsătorește cu un șofer cu cazier.
Scenariul filmului a fost scris de Dumitru Radu Popescu și i-a plăcut lui Alexandru Tatos, mai puțin finalul care i s-a părut superficial și grăbit. Regizorul a adaptat scenariul la rigorile cinematografice, potrivit propriilor sale exigențe artistice, estetice și morale.
Filmările au fost realizate în județul Covasna, cu sprijinul organelor de partid și de stat din acel județ. Filmul a fost realizat în studiourile Centrului de Producție Cinematografică București. Regizor secund a fost Ioan Pitaru. Colonelul Mihai Grozavu a fost folosit pe post de consilier la filmări.

## Recepție
Filmul Fructe de pădure a avut premiera la 21 noiembrie 1983 și a fost vizionat de 1.140.215 de spectatori la cinematografele din România, după cum atestă o situație a numărului de spectatori înregistrat de filmele românești de la data premierei și până la data de 31.12.2007 alcătuită de Centrul Național al Cinematografiei.
La momentul apariției, filmul a avut parte de recenzii în general pozitive. Criticul Nicolae Ulieru considera că regizorul Alexandru Tatos „refuză deliberat, programatic, subiectele «ușoare», de circumstanță, orientându-se hotărât spre filme «cu probleme», spre filme care-și propun dezbaterea unor teme de neignorat ale actualității românești; iar ceea ce reunește filmele sale – dincolo de diversitatea aspectelor reflectate – este tema majoră a responsabilității faptelor proprii, o responsabilitate asumată conștient, chiar dacă riscul este singurătatea, înstrăinarea sau tragicul”.
Ioana Creangă scria într-un articol publicat în 1983 în revista „România literară” că filmul „pledează în favoarea cultului pentru adevăr, pentru coincidența gândului cu fapta, pentru fidelitatea față de structurile sufletești proprii. De asemenea, pledoaria este susținută pentru conservarea purității, dincolo de întâmplătoarele erori care diminuează procesul de elaborare filmică”. Într-o cronică publicată în revista „Cinema” (nr. 12/1983), Cristina Corciovescu evidențiază analogii dintre acest film și filmele lui Federico Fellini sau Siberiada lui Andrei Mihalkov-Koncealovski, concluzionând: „Dar mai interesante ar fi trimiterile la însăși filmografia cuplului Tatos-Mihăilescu. Mușcata din cerdac, pata însângerată pe fundalul cenușiu al unei zile ploioase, amintește de o altă mușcată, într-un alt cerdac, în zorii unei zile de vară din «Duios Anastasia trecea». Chipul Manuelei Boboc, prin armonia trăsăturilor, puritatea zâmbetului și tristețea privirii, amintește de cel al Andei Onesa în rolul Anastasiei (este tipul de frumusețe care sugerează cel mai bine realizatorilor acel amestec de inocență și obstinare caracteristic ambelor eroine (...). Hora din vârful munților își află perechea într-o altă horă pe malul Dunării, iar lumea cârciumii, a vânzătorilor de alimentară și a pozarilor se înrudește îndeaproape cu cea din «Secvențe»”.
În Istoria filmului românesc (1897-2000) (Ed. Fundației Culturale Române, București, 2000), criticul Călin Căliman afirma că „regizorul rămâne consecvent sieși, vorbind, în stilul său - de un realism, uneori, abrupt -, despre viață, așa cum și-o dorește omul, despre nevoia de dragoste, despre aspirația spre înalt (pe care o relevă primele metafore ale filmului: un vagonet gol urcă printr-un nesfârșit, parcă, tunel de verdeață, de copaci drepți și înalți, pe versantul unui munte). Interpreți neprofesioniști și actori versați se întâlnesc în distribuția de firesc a filmului”.
Criticul Tudor Caranfil a dat filmului trei stele din cinci și a făcut următorul comentariu: „O tânără care, din credulitate, a făcut un pas greșit, găsește forța de a depăși criza. Ca atâția alții dintre colegii săi, Tatos adoptă și el, servit de scenariul lui D.R.Popescu (Pr. ACIN), o estetică a sordidului. Totuși, e diferit de ceilalți prin simpatia și respectul pentru om, cu sensibila compasiune față de inși care se complac în atare murdărie. Secv. rapel: nunta cu dar, o afacere ca atâtea altele și Mihuț scandalizată: «Arăt eu ca una care mai e fată mare?»”

## Premii
Scriitorul Dumitru Radu Popescu a primit în anul 1983 Premiul pentru scenariu al Asociației Cineaștilor din România (ACIN) pentru filmul Fructe de pădure (ex-aequo cu Malvina Urșianu pentru scenariul filmului Pe malul stîng al Dunării albastre), iar actorului Ion Fiscuteanu i s-a decernat o diplomă de onoare pentru rolul său din acest film.